# Acropomatiformes
Acropomatiformes su red zrakoperki, dio razreda Teleostei.

## Porodice
1. Acropomatidae Gill, 1893, svjetlodropke
2. Banjosidae Jordan & Thompson, 1912, bendžarice
3. Bathyclupeidae Gill, 1896, dubinske srdelke
4. Champsodontidae Jordan & Snyder, 1902,	krokodilozupke
5. Creediidae Waite, 1899, pješčari
6. Dinolestidae Whitley, 1948, dugoperajne štukovke
7. Epigonidae Poey, 1861, veleokani
8. Glaucosomatidae Jordan & Thompson, 1911, biserašice
9. Hemerocoetidae Kaup, 1873
10. Howellidae Ogilby, 1899, hovelke
11. Lateolabracidae Ghedotti, Davis & Smith, 2018, azijski grgeči
12. Leptoscopidae Gill, 1859, 	 južne pjeskarice
13. Malakichthyidae Jordan & Richardson, 1910
14. Ostracoberycidae Fowler, 1934, alfonsini
15. Pempheridae Bleeker, 1859, metlićice
16. Pentacerotidae Bleeker, 1859, 	 tvrdoglavke
17. Polyprionidae Bleeker, 1874, kirnje glavulje
18. Scombropidae Gill, 1862, gnomarice
19. Stereolepididae Smith, Ghedotti & Davis, 2022
20. Symphysanodontidae Katayama, 1984
21. Synagropidae Smith, 1961